# Ensiferum
Ensiferum (tiếng Latin ēnsiferum, tạm dịch là "Người mang gươm") là một ban nhạc Phần Lan chơi thể loại folk/epic metal. Nhóm thường trú tại thủ đô Helsinki. Những thành viên trong band tự nhận phong cách đặc trưng riêng của Ensiferum là "heroic folk metal" . Tính từ ngày thành lập, Ensiferum đã phát hành tổng cộng 6 album phòng thu, 1 đĩa EP, 1 đĩa tuyển chọn các nhạc phẩm, 6 video, 3 đĩa đơn và 3 album demo.

## Phong cách chơi nhạc
Tay guitar chính hoặc keyboard đảm nhận việc các giai điệu metal và các làn điệu dân ca, đánh chồng phối thêm vào là những tiếng đàn rhymth nghe dày chắc hơn. Họ cũng tận dụng âm sắc tự nhiên từ đàn guitar acustic để tạo ra một số đoạn nhạc dạo mở đầu uyển chuyển. Chủ đề chính trong sáng tác của Ensiferum liên quan tới những câu truyện cổ xưa giả tưởng về thời đại các bộ tộc ngoại đạo (người Viking Bắc Âu) thường xuyên đấu tranh chống trả quân xâm lăng Kitô giáo từ phương nam tràn lên. Tình cảm anh hùng, tinh thần dũng cảm hy sinh vì tự do cho quê hương, chiến đấu lại cường bạo và bảo vệ chính nghĩa bằng thanh gươm lẽ phải.

## Lịch sử Ensiferum

### Giai đoạn hình thành và album "Ensiferum" (1992−2002)
Ensiferum được Markus Toivonen (guitar) sáng lập vào năm 1992, đội hình band khi ấy có Sauli Savolainen (bass) và Kimmo Miettinen (trống). Lúc bấy giờ, khi đang tìm một tên phù hợp với chất nhạc, Markus giở quyển từ điển tiếng La tinh ra và thấy từ "Ensiferum" ở mục vần "E" và với ý nghĩa "Người mang gươm" hết sức khác lạ nên anh quyết định dùng cái tên này để đặt cho band của mình. Sau đó không lâu Jari Mäenpää được kết nạp vào band, sanh đảm trách nhiệm vụ hát chính và chơi guitar phụ. Vào 1997, album "Demo" với 3 bài được ra mắt..

## Các thành tựu của

### Các Album
- Ensiferum  (2001)
- Iron  (2004)
- Victory Songs  (2007)
- From Afar  (2009)
- Unsung Heroes  (2012)
- One Man Army  (2015)
- Two Paths  (2017)
- Thalassic  (2020)
- Winter Storm (2024)